# برانیگن ۲
«برانیگن ۲» (به انگلیسی: Branigan 2) آلبومی از هنرمند اهل ایالات متحده آمریکا لورا برانیگن است که در سال ۱۹۸۳ میلادی منتشر شد.